# Peypin-d'Aigues
Peypin-d'Aigues este o comună în departamentul Vaucluse din sud-estul Franței. În 2009 avea o populație de 598 de locuitori.

## Evoluția populației
| An        | 1975 | 1982 | 1990 | 1999 | 2006 | 2009 |
| --------- | ---- | ---- | ---- | ---- | ---- | ---- |
| Populație | 221  | 310  | 385  | 473  | 586  | 598  |